# 東嶋和子
東嶋 和子（とうじま わこ、1962年 - ）は、日本の科学ジャーナリスト。筑波大学非常勤講師、青山学院大学非常勤講師。

## 来歴
千葉県立千葉高等学校を経て、筑波大学第二学群比較文化学類卒業。在学中、文部省交換留学生としてアメリカ・カンザス大学留学。外務省外交フォーラム外務大臣賞受賞。
1985年に読売新聞社入社。北海道支局、浦和支局などを経て本社科学部記者。1991年よりフリーランスで科学分野を中心に取材執筆。特に生命科学、医療福祉、環境、エネルギー、科学技術分野を中心に取材、科学と社会との関わりを追っている。

## 著書
- 『緩和医療の現場から－がんとともに生きる』（1997年、日本実業出版社）
- 『死因事典－人はどのように死んでゆくのか』 （2000年、講談社〈ブルーバックス〉）
- 『大切なモノを「保存する」技術』（2001年、三笠書房〈知的生き方文庫〉）
- 『女医の診察室－女性の病気、解決バイブル』（2001年、小学館〈小学館文庫〉）
- 『子供も大人も楽しめるロボット教室』（2001年、光文社〈カッパ・ブックス〉)
- 『遺伝子時代の基礎知識』（2003年、講談社〈ブルーバックス〉)
- 『この病院で最新治療』（2004年、文藝春秋)
- 『メロンパンの真実』（2004年、講談社）
- 『放射線利用の基礎知識』（2006年、講談社〈ブルーバックス〉)
- 『よみがえる心臓-人工臓器と再生医療』（2007年、オーム社）
- 『人体再生に挑む』（2010年、講談社〈ブルーバックス〉)

## 共著
- 『新・日本名木百選』（1990年、読売新聞社）
- 『科学・知ってるつもり77－気にかかっていたことをはっきりさせる』（北海道新聞取材班）（1996年、講談社〈ブルーバックス〉)
- 『環境を守るしごと』（1998年、日経事業出版）
- 『臨界19時間の教訓』（岸本康、核事故緊急取材班）（1999年、小学館）
- 『ロボットと生きる 人生の教科書』（藤原和博、門田和雄と共著）（2003年、筑摩書房）
- 『私たちは、なぜ放射線の話をするのか』（木元教子、碧海酉癸と共著）(2008年、ワック〈WACテーマBOOK〉)

## 連載
- 「新・養生訓」（『文藝春秋』）

## 出演番組
- 『ロボランドTV』（2001年、サイエンスチャンネル）
- 『ザ・逆流リサーチャーズ』（2009年11月2日、テレビ東京）